# Selección de fútbol de Gales
La selección de fútbol de Gales es el equipo representativo de ese país en las competiciones oficiales. Su organización está a cargo de la Asociación de Fútbol de Gales, perteneciente a la UEFA.
La selección del país de Gales es una de las cuatro selecciones que componen el Reino Unido, junto a las selecciones nacionales de fútbol de Escocia, Inglaterra e Irlanda del Norte.
Gales acudió a dos mundiales de fútbol: en la edición de 1958, donde fue eliminada por el posterior campeón, Brasil, por 0-1 con gol de Pelé. Posteriormente, estuvo cerca de acceder nuevamente, especialmente en la edición de 1986, donde tras el empate en la última fecha de local ante Escocia por 1-1, fue superada por la selección española por 1 punto y por la escocesa por diferencia de gol, quedando fuera de clasificación sin la mínima chance (repesca). El 5 de junio de 2022, consiguió clasificarse para el Mundial de Catar 2022 después de 64 años de no acudir a una cita mundialista.
La escuadra galesa estuvo cerca de clasificarse por vez primera para una Eurocopa en el año 1992 (donde fue superado por 1 punto ante Alemania) y en 2004, donde en esta ocasión accedió a la repesca tras quedar segunda en el grupo 9 tras Italia. Sin embargo, cayó en casa ante Rusia posteriormente, que acabó imponiéndose por 1-0.
En 2015 se clasificó por primera vez a una Eurocopa, concretamente a la del año 2016, que se realizó en Francia, luego de imponerse a selecciones como Bélgica, Bosnia y Herzegovina, Israel, Chipre y Andorra.
En la Eurocopa 2016, logró su paso a la segunda ronda tras vencer a las selecciones de Eslovaquia y Rusia. En los cuartos de final, fue una de las grandes sorpresas tras imponerse por 3-1 ante la selección de Bélgica. Finalmente, fue eliminada por Portugal en la ronda de las semifinales, perdiendo por 0-2.

## Historia

### Los primeros años
Gales jugó su primer partido oficial el 25 de marzo de 1876 contra Escocia en Glasgow. Aunque los escoceses ganaron el partido 4-0, se planeó un partido de vuelta en Gales al año siguiente, y así fue como el primer partido de fútbol internacional se realizó en suelo galés, tuvo lugar en el Racecourse Ground, Wrexham, el 5 de marzo de 1877. Escocia se llevó el botín ganando por 2-0. El primer partido de Gales contra Inglaterra llegó en 1879, una derrota por 2-1 en el Kennington Oval, Londres, y en 1882, Gales se enfrentó a Irlanda por primera vez, ganando 7-1 en Wrexham.

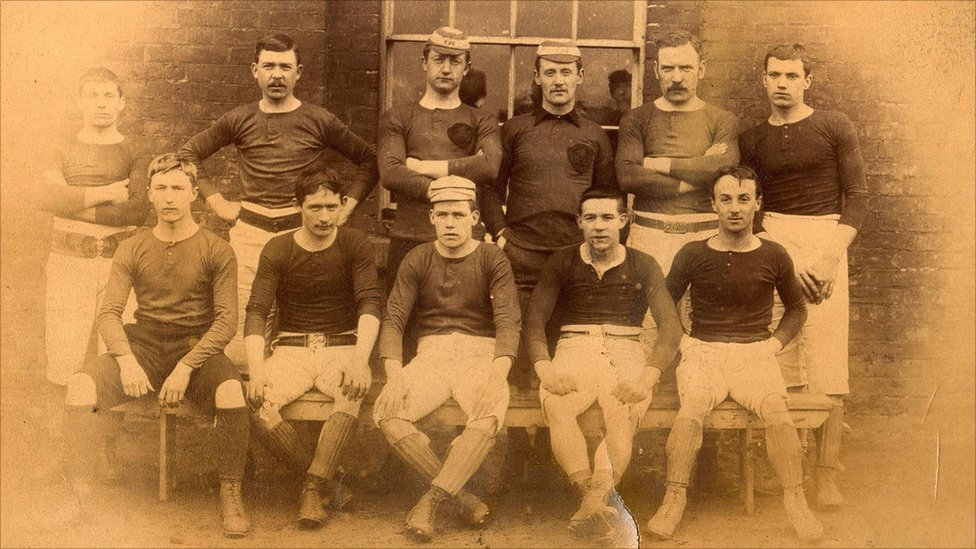
Selección de Gales en 1887-88

Las asociaciones de las cuatro naciones de origen se reunieron en la Conferencia Internacional de Fútbol en Mánchester el 6 de diciembre de 1882 para establecer un conjunto de reglas mundiales. Esta reunión vio el establecimiento de la International Football Association Board (IFAB) para aprobar cambios en las reglas, una tarea que las cuatro asociaciones aún realizan hasta el día de hoy. La temporada 1883-84 vio la formación de la British Home Championship, un torneo que se jugaba anualmente entre Inglaterra, Escocia, Irlanda y Gales, hasta la temporada 1983-84. Gales fue campeón en doce ocasiones, ganó directamente siete veces y compartió el título cinco veces.
La Asociación de Fútbol de Gales se convirtió en miembro de la FIFA, el organismo rector del fútbol mundial, en 1910, pero la relación entre la FIFA y las asociaciones británicas fue tensa y las naciones británicas se retiraron de la FIFA en 1928 en una disputa sobre los pagos a los jugadores aficionados. Como resultado, Gales no participó en las tres primeras Copas del Mundo. En 1932, Gales acogió a la República de Irlanda, la primera vez que jugaron contra un equipo de fuera de las cuatro naciones de origen. Un año después, Gales jugó un partido fuera del Reino Unido por primera vez cuando viajaron a París para jugar contra la selección de fútbol de Francia en un partido empatado 1-1. Después de la Segunda Guerra Mundial, Gales, junto con las otras tres naciones anfitrionas, se reincorporó a la FIFA en 1946 y participó en las rondas de clasificación para la Copa del Mundo de 1950, y los campeonatos locales de 1949-50 se designaron como grupo de clasificación. Los dos mejores equipos se clasificarían para el mundial realizado en Brasil, pero Gales terminó último en el grupo.

### Copa del Mundo de 1958
La década de los 50's fue una época dorada para el fútbol galés con estrellas como Ivor Allchurch, Cliff Jones, Alf Sherwood, Jack Kelsey, Trevor Ford, Ronnie Burgess, Terry Medwin y John Charles.
Gales hizo su única aparición en una Copa del Mundo en la edición de 1958 en Suecia. Sin embargo, su camino hacia la calificación fue inusual. Habiendo terminado segundo detrás de Checoslovaquia en el grupo 4 de clasificación, la generación dorada del fútbol galés dirigida por Jimmy Murphy parecía haberse perdido la clasificación, pero la política de Oriente Medio intervino posteriormente. En la zona clasificatoria asiática/africana, Egipto y Sudán se negaron a jugar contra Israel tras la crisis de Suez, mientras que Indonesia insistió en enfrentarse a Israel en terreno neutral. Como resultado, la FIFA proclamó a Israel ganador de su grupo. Sin embargo, la FIFA no quería que un equipo se clasificara para la final de la Copa del Mundo sin jugar un partido, por lo que se sortearon todos los equipos en segundo lugar en la UEFA. Bélgica fue eliminada primero, pero se negó a participar, por lo que Gales fue eliminada y se le otorgó un partido de desempate de dos partidos contra Israel con un lugar en Suecia para los ganadores. Después de derrotar a Israel 2-0 en el Estadio Ramat Gan y 2-0 en Ninian Park, Cardiff, Gales, clasificó a una Copa del Mundo por primera vez.
El equipo galés dejó su huella en Suecia, empatando todos los partidos de su grupo contra Hungría, México y Suecia antes de derrotar a Hungría en un partido de desempate para alcanzar los cuartos de final contra Brasil. Sin embargo, las posibilidades de victoria de Gales contra Brasil se vieron obstaculizadas por la lesión de John Charles que lo dejó fuera del partido. Gales perdió 1-0 con el gol Pelé, de 17 años. El gol convirtió a Pelé en el goleador más joven de la Copa del Mundo y Brasil ganó el torneo.

### Década de los 70
Gales no se clasificó para las primeras cuatro ediciones de la Eurocopa. Tampoco repitió su éxito en la clasificación para la Copa Mundial de la FIFA de 1958, aunque logró un empate muy meritorio contra el entonces campeón mundial Inglaterra, en el campeonato local británico de 1970, semanas antes de que Inglaterra fuera a defender su título en la Copa del Mundo 1970. Esto ayudó a darle a Gales una parte del trofeo del Campeonato de casa del año, la diferencia de goles no se utilizó en esa etapa para determinar un ganador absoluto. En 1976, el equipo, dirigido por Mike Smith, alcanzó los cuartos de final de la Eurocopa, habiendo terminado en la cima del grupo 2 de clasificación por delante de Hungría, Austria y Luxemburgo, pero esto no se consideró parte de la final. Antes de 1980, solo cuatro países se clasificaban para la fase final, y Gales se enfrentó a los ganadores del grupo 3, Yugoslavia, en una eliminatoria de ida y vuelta a doble partido. Gales perdió el partido de ida 2-0 en Zagreb y fue eliminado de la competición tras un empate 1-1 en un partido de vuelta de mal genio en el Ninian Park de Cardiff, que se vio empañado por problemas del público. Inicialmente, esto llevó a que Gales fuera expulsado de la edición de 1980, pero esto se redujo en apelación a una prohibición de cuatro años para que los partidos de clasificación se jugaran dentro de las 100 millas de Cardiff. Yugoslavia pasó a terminar cuarto en la edición de 1976.
Al año siguiente, Gales derrotó a Inglaterra en suelo inglés por primera vez en cuarenta y dos años y aseguró su única victoria hasta la fecha en el Estadio de Wembley gracias a un penalti de Leighton James. Gales terminó segundo en la British Home Championship 1977. Unas semanas antes, Gales logró otra destacada victoria contra los entonces campeones europeos, Checoslovaquia con Nick Deacy y James anotando de nuevo. Esta victoria en fortaleció el intento de Gales de clasificarse para la Copa del Mundo de 1978, pero seis meses después, ese intento terminó en circunstancias controvertidas. El partido decisivo contra Escocia, nominalmente un partido en casa para Gales, aunque se trasladó a Anfield en medio de preocupaciones de seguridad, se vio afectado por un polémico penal otorgado a Escocia, las repeticiones sugirieron que la infracción de balonmano en realidad pudo haber sido perpetrada por el delantero escocés Joe Jordan. Sin embargo, otro logro notable para Gales se produjo en el Campeonato Británico de Casa de 1980, cuando Gales derrotó ampliamente a Inglaterra en el Racecourse Ground. Los goles de Mickey Thomas, Ian Walsh, Leighton James y un gol en propia puerta de Phil Thompson vieron a Gales derrotar a Inglaterra por 4-1 solo cuatro días después de que Inglaterra derrotara a los entonces campeones del mundo, Argentina.

### Década de los 80
En las eliminatorias para la Copa del Mundo de 1982, el equipo de Gales, dirigido por Mike England, estuvo muy cerca de la clasificación; una derrota por 3-0 contra la Unión Soviética en su último partido significó que se perdieron por diferencia de goles, pero el daño real lo hizo no poder vencer a Islandia en su último partido en casa, el partido finalmente terminó 2-2.
Gales también perdió por poco la clasificación para la Eurocopa 1984. Estaban a minutos de la clasificación cuando el gol de Ljubomir Radanović para Yugoslavia en el último partido del grupo 4 de clasificación, donde Bulgaria eliminó a Gales.
Mark Hughes marcó en su debut con Gales al marcar el único gol del partido cuando Inglaterra fue derrotada una vez más en 1984. La temporada siguiente, Hughes volvió a dar en el blanco, anotando un gol maravilloso cuando Gales goleó a España 3-0 en el Hipódromo durante la clasificación para la Copa del Mundo de 1986. Sin embargo, a pesar de derrotar a Escocia 1-0 en el Hampden Park, fue nuevamente Islandia la que destrozó las esperanzas de Gales, al derrotar a Gales 1-0 en Reykjavík, y por segunda vez consecutiva, Gales quedó eliminada por la diferencia de goles. Gales tuvo que ganar su último partido en casa ante Escocia para tener garantizado al menos un desempate, pero empató 1-1 en un partido empañado por la muerte del técnico escocés Jock Stein, quien se desplomó de un ataque al corazón en el final del partido.
Gales también comenzó con fuerza en su intento de clasificarse para la Eurocopa 1988 y estaba invicto después de cuatro partidos. Pero las derrotas fuera de casa contra Dinamarca y Checoslovaquia en los dos últimos partidos del grupo 6 de la fase de clasificación hicieron que el reinado de ocho años de Mike England como seleccionador galés terminara tristemente en otra decepción.

### Década de los 90
Con el entrenador Terry Yorath, Gales logró un resultado notable el 5 de junio de 1991 al derrotar a la entonces campeona mundial, Alemania, en un partido de clasificación para la Eurocopa 1992, gracias a un gol de Ian Rush. Tres meses después, el 11 de septiembre de 1991, Gales logró otra notable victoria, al derrotar por única vez a Brasil en un amistoso internacional, gracias a un gol de Dean Saunders. En este punto, Gales parecía estar bien posicionado para avanzar desde su grupo 5 de clasificación. Sin embargo, las victorias de Alemania en sus tres partidos restantes en el grupo, incluida una victoria por 4-1 en el partido de vuelta contra Gales, eliminaron a los galeses.
Gales también hizo una gran actuación en su grupo de clasificación para la Copa del Mundo de 1994, logrando una destacada victoria en casa ante Bélgica. Gales alcanzó así la que entonces era su posición más alta en la clasificación de la FIFA el 27 de agosto de 1993. Gales estuvo nuevamente cerca de clasificarse para un campeonato importante solo para quedarse corto en las etapas finales de su campaña. Paul Bodin, que necesitaba ganar el último partido del grupo en casa ante Rumania, falló un penalti cuando el marcador estaba empatado 1-1; el fallo fue seguido inmediatamente por Rumania tomando la delantera y ganando 2-1.
Tras la no clasificación, la Asociación de Fútbol de Gales no renovó el contrato de Yorath como entrenador de la selección nacional, y el entrenador de la Real Sociedad, John Toshack, fue nombrado a tiempo parcial. Sin embargo, Toshack renunció después de solo un partido (una derrota por 3-1 ante Noruega) citando problemas con la Asociación de Fútbol de Gales como su razón para irse, aunque estaba seguro de haberse sorprendido al ser abucheado fuera del campo en Ninian Park por los fanáticos galeses todavía. tambaleándose por el despido de Yorath. Mike Smith asumió el cargo de entrenador por segunda vez al comienzo de las eliminatorias para la Eurocopa 1996, pero Gales sufrió vergonzosas derrotas ante Moldavia y Georgia antes de que Bobby Gould fuera designado en junio de 1995.
El tiempo de Gould a cargo de Gales es visto como un período oscuro por los fanáticos del fútbol galés. Sus tácticas cuestionables y peleas públicas con los jugadores Nathan Blake, Robbie Savage y Mark Hughes, junto con vergonzosas derrotas ante el club Leyton Orient y una paliza por 7-1 ante los Países Bajos en 1996 hicieron no convertirlo en una figura popular dentro de Gales. Gould finalmente renunció luego de una derrota por 4-0 ante Italia en 1999, y la Asociación de Fútbol de Gales recurrió a dos leyendas del equipo nacional, Neville Southall y Mark Hughes, para hacerse cargo temporalmente del partido contra Dinamarca cuatro días después, y Hughes fue nombrado más tarde, de forma permanente.

### Primera década delsigloXXI
Bajo el mando de Mark Hughes, Gales estuvo cerca de clasificarse para la Eurocopa 2004 en Portugal, siendo derrotado por Rusia en la repesca. Sin embargo, la derrota no estuvo exenta de polémica, ya que el mediocampista ruso Yegor Titov dio positivo por el uso de una sustancia prohibida después del partido de ida,[16] un empate sin goles en Moscú. No obstante, la FIFA optó por no tomar medidas contra la Unión del Fútbol de Rusia más que ordenarles que no vuelvan a alinear a Titov, y el equipo ruso derrotó a Gales 1-0 en Cardiff para clasificarse para la fase final del torneo.
Después de un comienzo decepcionante en la clasificación para la Copa del Mundo 2006 (grupo 6 de la UEFA), Hughes dejó su puesto en la selección nacional para asumir el cargo de entrenador del Blackburn Rovers de la Premier League inglesa. El 12 de noviembre de 2004, John Toshack fue nombrado director por segunda vez.
En la clasificación para la Eurocopa 2008, Gales quedó encuadrada en el grupo D junto a Alemania, República Checa, Eslovaquia, Irlanda, Chipre y San Marino. La actuación del equipo fue decepcionante, terminando quinto en el grupo con una derrota esperada en casa ante Alemania, pero un empate inesperado fuera, una derrota fuera y un empate sin goles en casa ante la República Checa, una derrota fuera y un empate 2-2 en casa ante la República Checa e Irlanda, una victoria en casa por 3-0 y una victoria fuera de casa por 2-1 poco inspiradora contra los pececillos de San Marino, una victoria en casa por 3-1 y una derrota fuera de casa por 3-1 contra Chipre, y una actuación espectacularmente mixta contra Eslovaquia, perdiendo 5-1 en casa y ganando 5-2 a domicilio. Sin embargo, las mejores actuaciones hacia el final de la competencia por parte de un equipo que contiene, necesariamente debido a lesiones y suspensiones de jugadores sénior, 5 jugadores que eran elegibles para la selección para el equipo sub-21 se vio como un signo esperanzador de progreso futuro para el equipo.

## Estadísticas

### Copa Mundial de Fútbol
| Año   | Ronda            | Posición       | PJ             | PG             | PE             | PP             | GF             | GC             | Dif.           | Goleador          |
| ----- | ---------------- | -------------- | -------------- | -------------- | -------------- | -------------- | -------------- | -------------- | -------------- | ----------------- |
| 1930  | No participó     | No participó   | No participó   | No participó   | No participó   | No participó   | No participó   | No participó   | No participó   | No participó      |
| 1934  | No participó     | No participó   | No participó   | No participó   | No participó   | No participó   | No participó   | No participó   | No participó   | No participó      |
| 1938  | No participó     | No participó   | No participó   | No participó   | No participó   | No participó   | No participó   | No participó   | No participó   | No participó      |
| 1950  | No clasificó     | No clasificó   | No clasificó   | No clasificó   | No clasificó   | No clasificó   | No clasificó   | No clasificó   | No clasificó   | No clasificó      |
| 1954  | No clasificó     | No clasificó   | No clasificó   | No clasificó   | No clasificó   | No clasificó   | No clasificó   | No clasificó   | No clasificó   | No clasificó      |
| 1958  | Cuartos de final | 5.º            | 5              | 1              | 3              | 1              | 4              | 4              | 0              | Ivor Allchurch: 2 |
| 1962  | No clasificó     | No clasificó   | No clasificó   | No clasificó   | No clasificó   | No clasificó   | No clasificó   | No clasificó   | No clasificó   | No clasificó      |
| 1966  | No clasificó     | No clasificó   | No clasificó   | No clasificó   | No clasificó   | No clasificó   | No clasificó   | No clasificó   | No clasificó   | No clasificó      |
| 1970  | No clasificó     | No clasificó   | No clasificó   | No clasificó   | No clasificó   | No clasificó   | No clasificó   | No clasificó   | No clasificó   | No clasificó      |
| 1974  | No clasificó     | No clasificó   | No clasificó   | No clasificó   | No clasificó   | No clasificó   | No clasificó   | No clasificó   | No clasificó   | No clasificó      |
| 1978  | No clasificó     | No clasificó   | No clasificó   | No clasificó   | No clasificó   | No clasificó   | No clasificó   | No clasificó   | No clasificó   | No clasificó      |
| 1982  | No clasificó     | No clasificó   | No clasificó   | No clasificó   | No clasificó   | No clasificó   | No clasificó   | No clasificó   | No clasificó   | No clasificó      |
| 1986  | No clasificó     | No clasificó   | No clasificó   | No clasificó   | No clasificó   | No clasificó   | No clasificó   | No clasificó   | No clasificó   | No clasificó      |
| 1990  | No clasificó     | No clasificó   | No clasificó   | No clasificó   | No clasificó   | No clasificó   | No clasificó   | No clasificó   | No clasificó   | No clasificó      |
| 1994  | No clasificó     | No clasificó   | No clasificó   | No clasificó   | No clasificó   | No clasificó   | No clasificó   | No clasificó   | No clasificó   | No clasificó      |
| 1998  | No clasificó     | No clasificó   | No clasificó   | No clasificó   | No clasificó   | No clasificó   | No clasificó   | No clasificó   | No clasificó   | No clasificó      |
| 2002  | No clasificó     | No clasificó   | No clasificó   | No clasificó   | No clasificó   | No clasificó   | No clasificó   | No clasificó   | No clasificó   | No clasificó      |
| 2006  | No clasificó     | No clasificó   | No clasificó   | No clasificó   | No clasificó   | No clasificó   | No clasificó   | No clasificó   | No clasificó   | No clasificó      |
| 2010  | No clasificó     | No clasificó   | No clasificó   | No clasificó   | No clasificó   | No clasificó   | No clasificó   | No clasificó   | No clasificó   | No clasificó      |
| 2014  | No clasificó     | No clasificó   | No clasificó   | No clasificó   | No clasificó   | No clasificó   | No clasificó   | No clasificó   | No clasificó   | No clasificó      |
| 2018  | No clasificó     | No clasificó   | No clasificó   | No clasificó   | No clasificó   | No clasificó   | No clasificó   | No clasificó   | No clasificó   | No clasificó      |
| 2022  | Fase de grupos   | 30°            | 3              | 0              | 1              | 2              | 1              | 6              | -5             | Gareth Bale: 1    |
| 2026  | Por disputarse   | Por disputarse | Por disputarse | Por disputarse | Por disputarse | Por disputarse | Por disputarse | Por disputarse | Por disputarse | Por disputarse    |
| 2030  | Por disputarse   | Por disputarse | Por disputarse | Por disputarse | Por disputarse | Por disputarse | Por disputarse | Por disputarse | Por disputarse | Por disputarse    |
| 2034  | Por disputarse   | Por disputarse | Por disputarse | Por disputarse | Por disputarse | Por disputarse | Por disputarse | Por disputarse | Por disputarse | Por disputarse    |
| Total | 2/22             | 53.º           | 8              | 1              | 4              | 3              | 5              | 10             | -5             | Ivor Allchurch: 2 |

### Eurocopa
| Año   | Ronda            | Posición     | PJ           | PG           | PE           | PP           | GF           | GC           | Dif.         | Goleador                   |
| ----- | ---------------- | ------------ | ------------ | ------------ | ------------ | ------------ | ------------ | ------------ | ------------ | -------------------------- |
| 1960  | No participó     | No participó | No participó | No participó | No participó | No participó | No participó | No participó | No participó | No participó               |
| 1964  | No clasificó     | No clasificó | No clasificó | No clasificó | No clasificó | No clasificó | No clasificó | No clasificó | No clasificó | No clasificó               |
| 1968  | No clasificó     | No clasificó | No clasificó | No clasificó | No clasificó | No clasificó | No clasificó | No clasificó | No clasificó | No clasificó               |
| 1972  | No clasificó     | No clasificó | No clasificó | No clasificó | No clasificó | No clasificó | No clasificó | No clasificó | No clasificó | No clasificó               |
| 1976  | No clasificó     | No clasificó | No clasificó | No clasificó | No clasificó | No clasificó | No clasificó | No clasificó | No clasificó | No clasificó               |
| 1980  | No clasificó     | No clasificó | No clasificó | No clasificó | No clasificó | No clasificó | No clasificó | No clasificó | No clasificó | No clasificó               |
| 1984  | No clasificó     | No clasificó | No clasificó | No clasificó | No clasificó | No clasificó | No clasificó | No clasificó | No clasificó | No clasificó               |
| 1988  | No clasificó     | No clasificó | No clasificó | No clasificó | No clasificó | No clasificó | No clasificó | No clasificó | No clasificó | No clasificó               |
| 1992  | No clasificó     | No clasificó | No clasificó | No clasificó | No clasificó | No clasificó | No clasificó | No clasificó | No clasificó | No clasificó               |
| 1996  | No clasificó     | No clasificó | No clasificó | No clasificó | No clasificó | No clasificó | No clasificó | No clasificó | No clasificó | No clasificó               |
| 2000  | No clasificó     | No clasificó | No clasificó | No clasificó | No clasificó | No clasificó | No clasificó | No clasificó | No clasificó | No clasificó               |
| 2004  | No clasificó     | No clasificó | No clasificó | No clasificó | No clasificó | No clasificó | No clasificó | No clasificó | No clasificó | No clasificó               |
| 2008  | No clasificó     | No clasificó | No clasificó | No clasificó | No clasificó | No clasificó | No clasificó | No clasificó | No clasificó | No clasificó               |
| 2012  | No clasificó     | No clasificó | No clasificó | No clasificó | No clasificó | No clasificó | No clasificó | No clasificó | No clasificó | No clasificó               |
| 2016  | Semifinales      | 3.º          | 6            | 4            | 0            | 2            | 10           | 6            | +4           | Gareth Bale: 3             |
| 2020  | Octavos de final | 16.º         | 4            | 1            | 1            | 2            | 3            | 6            | –3           | Moore, Ramsey y Roberts: 1 |
| 2024  | No clasificó     | No clasificó | No clasificó | No clasificó | No clasificó | No clasificó | No clasificó | No clasificó | No clasificó | No clasificó               |
| 2028  | Por definir      | Por definir  | Por definir  | Por definir  | Por definir  | Por definir  | Por definir  | Por definir  | Por definir  | Por definir                |
| Total | 2/17             | 17.º         | 10           | 5            | 1            | 4            | 13           | 12           | +1           | Gareth Bale: 3             |

### Liga de Naciones de la UEFA
| Liga de Naciones de la UEFA | Liga de Naciones de la UEFA | Liga de Naciones de la UEFA | Liga de Naciones de la UEFA | Liga de Naciones de la UEFA | Liga de Naciones de la UEFA | Liga de Naciones de la UEFA | Liga de Naciones de la UEFA | Liga de Naciones de la UEFA | Liga de Naciones de la UEFA | Liga de Naciones de la UEFA | Liga de Naciones de la UEFA |
| Año                         | L                           | G                           | Ronda                       | Posición                    | J                           | G                           | E                           | P                           | GF                          | GC                          | DG                          |
| --------------------------- | --------------------------- | --------------------------- | --------------------------- | --------------------------- | --------------------------- | --------------------------- | --------------------------- | --------------------------- | --------------------------- | --------------------------- | --------------------------- |
| 2018-19                     | B                           | 4                           | Segundo lugar               | 19.º                        | 4                           | 2                           | 0                           | 2                           | 7                           | 5                           | +2                          |
| 2020-21                     | B                           | 4                           | Primer lugar                | 17.º                        | 6                           | 5                           | 1                           | 0                           | 7                           | 1                           | +6                          |
| 2022-23                     | A                           | 4                           | Cuarto lugar                | 16.º                        | 6                           | 0                           | 1                           | 5                           | 6                           | 11                          | -5                          |
| Total                       | Total                       | Total                       | 3/3                         | 19.º                        | 16                          | 7                           | 2                           | 7                           | 20                          | 17                          | +3                          |

## Últimos partidos y próximos encuentros
Actualizado al último partido jugado el 9 de junio de 2025
| Fecha      | Ciudad    | Local               | Resultado | Visitante           | Competición                     |
| ---------- | --------- | ------------------- | --------- | ------------------- | ------------------------------- |
| 06-06-2024 | Faro      | Gibraltar           | 0:0       | Gales               | Partido amistoso                |
| 09-06-2024 | Trnava    | Eslovaquia          | 4:0       | Gales               | Partido amistoso                |
| 06-09-2024 | Cardiff   | Gales               | 0:0       | Turquía             | Liga de Naciones UEFA 24/25     |
| 09-09-2024 | Podgorica | Montenegro          | 1:2       | Gales               | Liga de Naciones UEFA 24/25     |
| 11-10-2024 | Kopávogur | Islandia            | 2:2       | Gales               | Liga de Naciones UEFA 24/25     |
| 14-10-2024 | Cardiff   | Gales               | 1:0       | Montenegro          | Liga de Naciones UEFA 24/25     |
| 16-11-2024 | Kayseri   | Turquía             | 0:0       | Gales               | Liga de Naciones UEFA 24/25     |
| 19-11-2024 | Cardiff   | Gales               | 4:1       | Islandia            | Liga de Naciones UEFA 24/25     |
| 22-03-2025 | Cardiff   | Gales               | 3:1       | Kazajistán          | Clasificación Copa Mundial 2026 |
| 25-03-2025 | Skopje    | Macedonia del Norte | 1:1       | Gales               | Clasificación Copa Mundial 2026 |
| 06-06-2025 | Cardiff   | Gales               | 3:0       | Liechtenstein       | Clasificación Copa Mundial 2026 |
| 09-06-2025 | Bruselas  | Bélgica             | 4:3       | Gales               | Clasificación Copa Mundial 2026 |
| 04-09-2025 | Astaná    | Kazajistán          | -:-       | Gales               | Clasificación Copa Mundial 2026 |
| 09-09-2025 | Swansea   | Gales               | -:-       | Canadá              | Partido amistoso                |
| 09-10-2025 | Londres   | Inglaterra          | -:-       | Gales               | Partido amistoso                |
| 13-10-2025 | Cardiff   | Gales               | -:-       | Bélgica             | Clasificación Copa Mundial 2026 |
| 15-11-2025 | Vaduz     | Liechtenstein       | -:-       | Gales               | Clasificación Copa Mundial 2026 |
| 18-11-2025 | Cardiff   | Gales               | -:-       | Macedonia del Norte | Clasificación Copa Mundial 2026 |

## Estadio

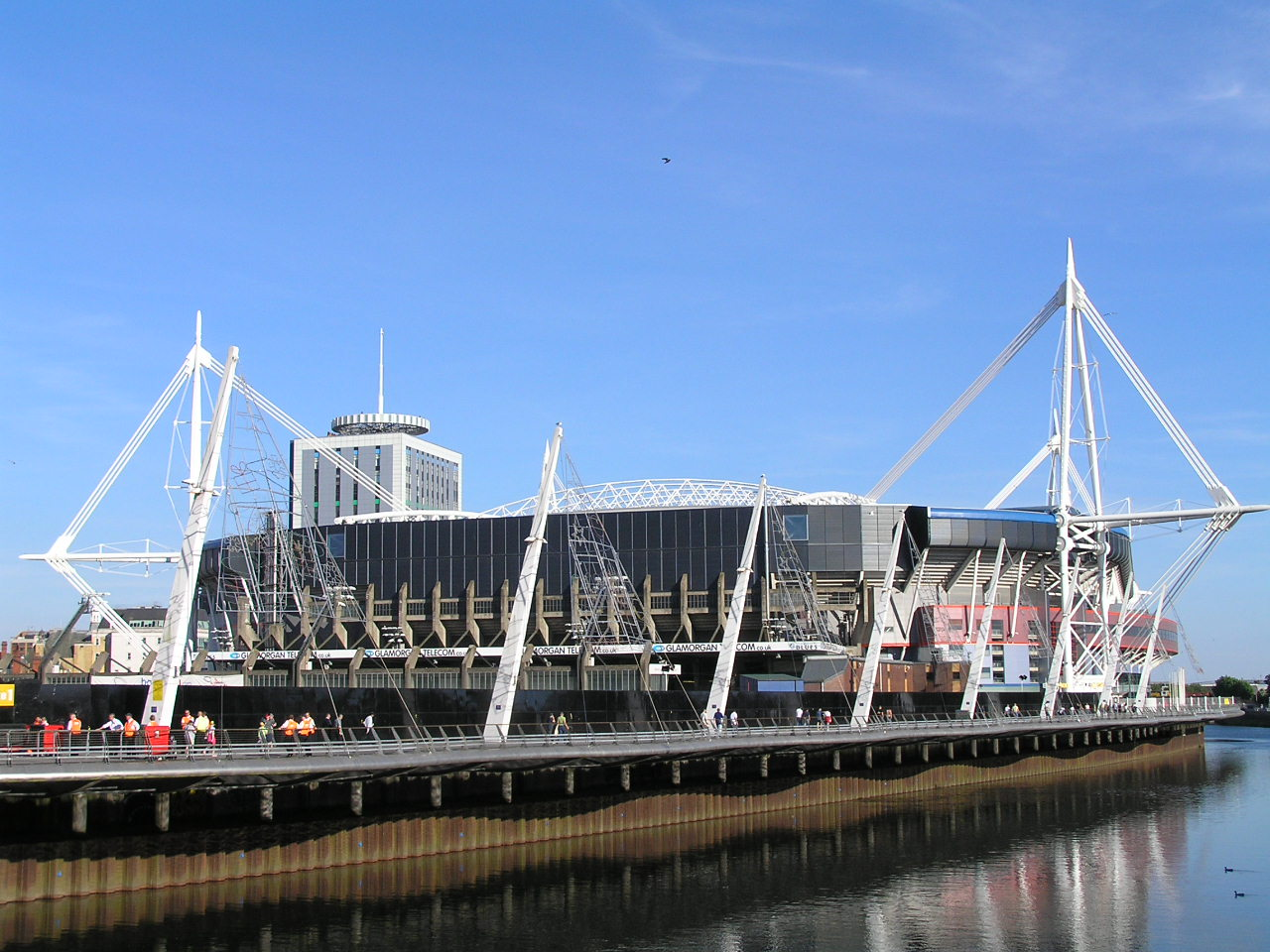
Millennium Stadium

Durante el período 2000-2010, Gales jugó la mayor parte de sus partidos como local en el Millennium Stadium de Cardiff. El estadio fue construido en 1999 cerca que la misma ubicación que el antiguo Estadio Nacional, conocido como Cardiff Arms Park, ya que la Unión Galesa de Rugby (WRU) había sido elegido como sede de la Copa del Mundo de Rugby 1999. Antes de 1989, Gales jugaba sus partidos de local en los estadios del Cardiff City, Swansea City y el Wrexham, pero luego llegó a un acuerdo con la WRU para utilizar Cardiff Arms Park y, posteriormente, el Millenium Stadium.
Primer partido de fútbol de Gales en el Millennium Stadium fue contra Finlandia el 29 de marzo de 2000. Los finlandeses ganaron el partido 2-1, con Jari Litmanen convirtiéndose en el primer jugador en marcar un gol en el estadio. Ryan Giggs anotó el gol de Gales en el partido, convirtiéndose en el primer galés en anotar en el estadio.
A finales de la década de 2000, el Millenium Stadium experimentó una notable disminución en la asistencia a los partidos de la selección galesa. 

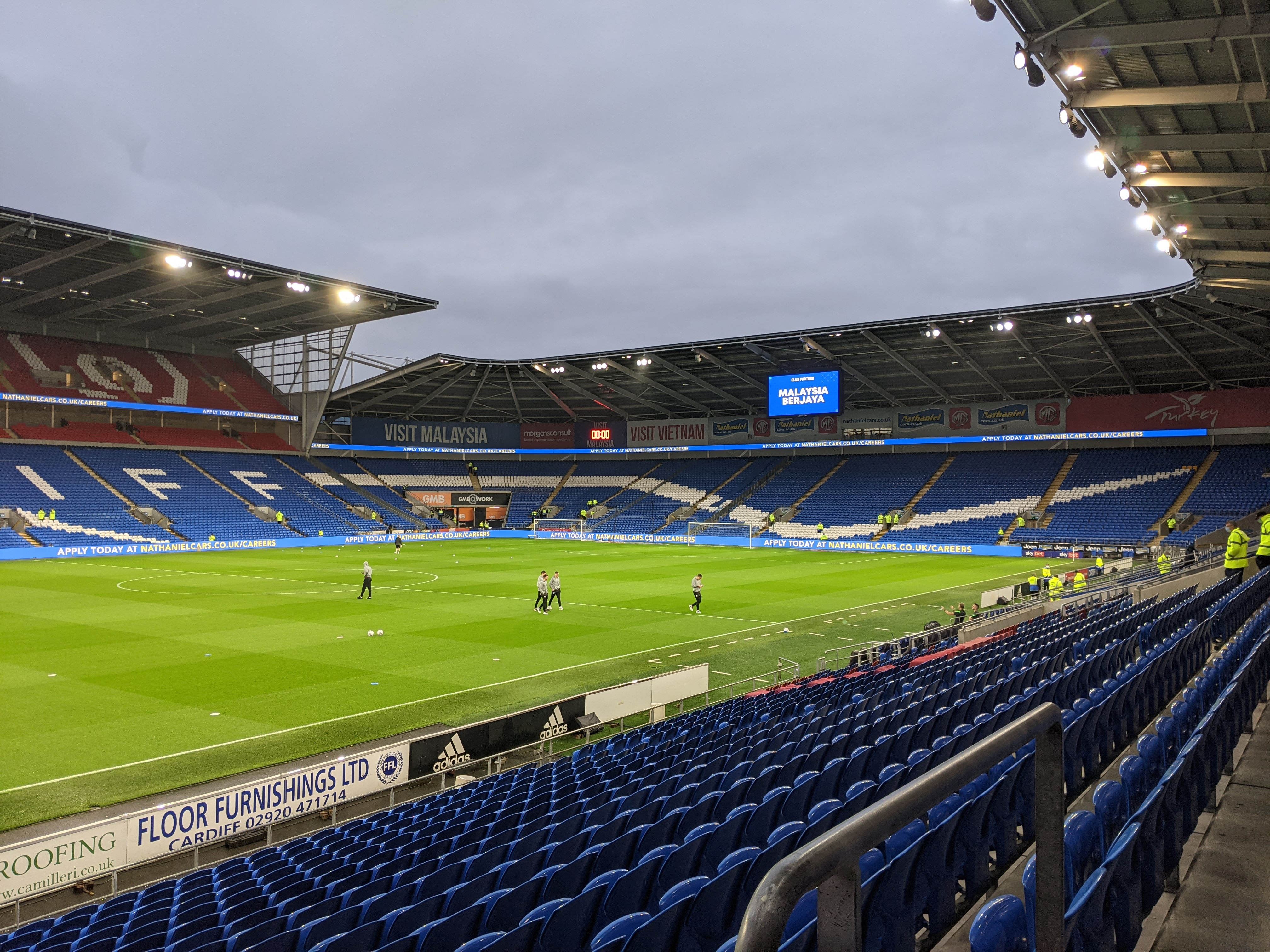
El Cardiff City Stadium desde la clasificación a la Eurocopa 2016 es la casa habitual de la selección.

Este declive se atribuyó a los resultados adversos del equipo en las clasificatorias. En respuesta, figuras clave como el entonces entrenador John Toshack y los jugadores Jason Koumas y Craig Bellamy abogaron por trasladar los encuentros a otros estadios. La Federación de Fútbol de Gales (FAW) realizó pruebas en el Liberty Stadium, comenzando con un partido contra Eslovenia. Posteriormente, se llevaron a cabo algunos partidos en el Racecourse Ground y el Parc y Scarlets en 2009 y 2010, aunque estas iniciativas no lograron el éxito esperado.
En noviembre de 2009, el Cardiff City Stadium acogió su primer partido internacional, con una victoria de Gales 3-0 sobre Escocia.
La clasificación de Gales para la Eurocopa 2016 consolidó al Cardiff City Stadium como la sede principal de los partidos de la selección. No obstante, el Millenium Stadium volvió a ser escenario de un encuentro internacional en octubre de 2018, cuando Gales se enfrentó a España. Esta decisión se tomó debido a la alta demanda de entradas, que superaba la capacidad del Cardiff City Stadium.

### Marcas Indumentarias
| Proveedor | Periodo   |
| --------- | --------- |
| Admiral   | 1976–1980 |
| Adidas    | 1980–1987 |
| Hummel    | 1987–1990 |
| Umbro     | 1990–1996 |
| Lotto     | 1996–2000 |
| Kappa     | 2000–2008 |
| Champion  | 2008–2010 |
| Umbro     | 2010–2013 |
| Adidas    | 2013–     |

## Nombre
La Federación de Fútbol de Gales se refiere al equipo como "Cymru" (el nombre galés de Gales) en sus comunicaciones tanto internas como externas.. En octubre de 2022, la FAW anunció su intención de cambiar la denominación del equipo, adoptando exclusivamente el nombre galés del país tras la Copa Mundial de la FIFA 2022, y prescindiendo del término "Gales". La federación reveló que mantenía conversaciones con la UEFA para llevar a cabo este cambio, inspirándose en la reciente modificación del nombre de Turquía a Türkiye. Asimismo, señalaron que, en algunos eventos futbolísticos, "Gales" no figuraba como el último país en orden alfabético.
El profesor Owen Worth, de la Universidad de Limerick, sugirió que esta iniciativa podría interpretarse como un reflejo del vínculo entre los clubes de aficionados del equipo y los grupos independentistas galeses, como YesCymru y AUOB Cymru.

## Jugadores

### Última convocatoria
Los siguientes jugadores fueron llamados para disputar los partidos contra  Kazajistán y  Macedonia del Norte por la Clasificación de UEFA para la Copa Mundial de Fútbol de 2026.
| No. | Pos. | Jugador          | Fecha de nacimiento (edad)         | Apa. | Goles | Club              |
| --- | ---- | ---------------- | ---------------------------------- | ---- | ----- | ----------------- |
| 1   | POR  | Karl Darlow      | 8 de octubre de 1990 (34 años)     | 5    | 0     | Leeds United      |
| 12  | POR  | Danny Ward       | 22 de junio de 1993 (32 años)      | 44   | 0     | Leicester City    |
| 21  | POR  | Adam Davies      | 17 de julio de 1992 (33 años)      | 5    | 0     | Sheffield United  |
|     |      |                  |                                    |      |       |                   |
| 2   | DEF  | Chris Mepham     | 5 de noviembre de 1997 (27 años)   | 48   | 0     | Sunderland        |
| 3   | DEF  | Neco Williams    | 13 de abril de 2001 (24 años)      | 46   | 4     | Nottingham Forest |
| 4   | DEF  | Ben Davies       | 24 de abril de 1993 (32 años)      | 94   | 3     | Tottenham Hotspur |
| 5   | DEF  | Ben Cabango      | 30 de mayo de 2000 (25 años)       | 12   | 0     | Swansea City      |
| 6   | DEF  | Joe Rodon        | 22 de octubre de 1997 (27 años)    | 52   | 0     | Leeds United      |
| 14  | DEF  | Connor Roberts   | 23 de septiembre de 1995 (29 años) | 61   | 3     | Burnley           |
|     | DEF  | Jay Dasilva      | 22 de abril de 1998 (27 años)      | 2    | 0     | Coventry City     |
|     |      |                  |                                    |      |       |                   |
| 7   | MED  | Joe Allen        | 14 de marzo de 1990 (35 años)      | 77   | 2     | Swansea City      |
| 10  | MED  | David Brooks     | 8 de julio de 1997 (28 años)       | 33   | 5     | Bournemouth       |
| 17  | MED  | Jordan James     | 2 de julio de 2004 (21 años)       | 18   | 0     | Rennes            |
| 19  | MED  | Sorba Thomas     | 25 de enero de 1999 (26 años)      | 16   | 0     | Nantes            |
| 22  | MED  | Josh Sheehan     | 30 de marzo de 1995 (30 años)      | 12   | 0     | Bolton Wanderers  |
|     | MED  | Oli Cooper       | 14 de diciembre de 1999 (25 años)  | 5    | 0     | Swansea City      |
|     | MED  | Kai Andrews      | 6 de agosto de 2006 (18 años)      | 0    | 0     | Motherwell        |
|     |      |                  |                                    |      |       |                   |
| 8   | DEL  | Tom Lawrence     | 31 de enero de 1994 (31 años)      | 23   | 3     | Rangers           |
| 9   | DEL  | Rabbi Matondo    | 9 de septiembre de 2000 (24 años)  | 14   | 1     | Hannover 96       |
| 11  | DEL  | Brennan Johnson  | 23 de mayo de 2001 (24 años)       | 35   | 5     | Tottenham Hotspur |
| 13  | DEL  | Kieffer Moore    | 8 de agosto de 1992 (32 años)      | 48   | 13    | Sheffield United  |
| 15  | DEL  | Liam Cullen      | 16 de abril de 1999 (26 años)      | 8    | 2     | Swansea City      |
| 16  | DEL  | Lewis Koumas     | 19 de septiembre de 2005 (19 años) | 5    | 0     | Stoke City        |
| 18  | DEL  | Mark Harris      | 29 de diciembre de 1998 (26 años)  | 10   | 0     | Oxford United     |
| 20  | DEL  | Daniel James     | 10 de noviembre de 1997 (27 años)  | 57   | 8     | Leeds United      |
| 23  | DEL  | Nathan Broadhead | 5 de abril de 1998 (27 años)       | 14   | 2     | Ipswich Town      |

## Cuerpo Tecnico
| Position               | Name                                                     |
| ---------------------- | -------------------------------------------------------- |
| Director Tecnico       | Craig Bellamy                                            |
| Asistentes Técnicos    | Andrew Crofts James Rowberry Piet Cremers Ryland Morgans |
| Entrenador de porteros | Martyn Margetson                                         |
| Entrenador físico      | Adam Owen                                                |
| Médico general         | Jon Houghton                                             |
| psicólogo              | Ian Mitchell                                             |
| Fisioterapeutas        | Sean Connelly                                            |
| Fisioterapeutas        | David Rowe                                               |
| Fisioterapeutas        | Chris Senior                                             |
| Fisioterapeutas        | Paul Harris                                              |
| Utileros               | David Griffiths                                          |
| Utileros               | Kevin McCusker                                           |

### Jugadores con más participaciones

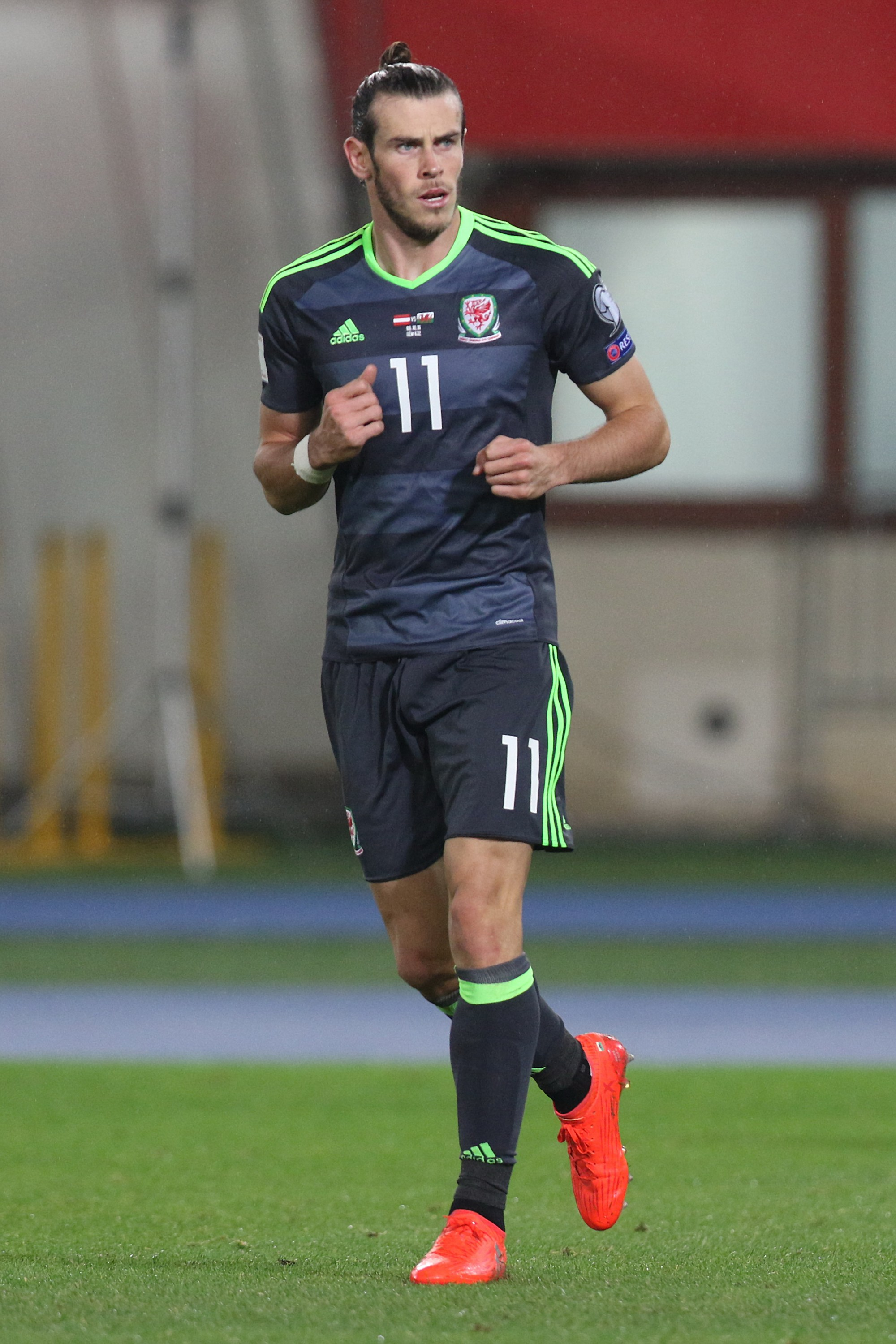
Gareth Bale es el jugador con más presencias en la selección de Gales.

Actualizado al 30 de marzo de 2023.
| N.º | Nombre           | Período   | Partidos | Goles |
| --- | ---------------- | --------- | -------- | ----- |
| 1.º | Gareth Bale      | 2006-2022 | 111      | 41    |
| 2.º | Chris Gunter     | 2007-2022 | 109      | 0     |
| 3.º | Wayne Hennessey  | 2007-act. | 108      | 0     |
| 4.º | Neville Southall | 1982-1998 | 92       | 0     |
| 5.º | Ashley Williams  | 2006-2019 | 86       | 2     |
| 6.º | Gary Speed       | 1990-2004 | 85       | 7     |
| 7.º | Aaron Ramsey     | 2008-act. | 80       | 20    |
| 8.º | Craig Bellamy    | 1998-2013 | 78       | 19    |
| 9.º | Joe Ledley       | 2007-2018 | 77       | 4     |
| 9.º | Ben Davies       | 2012-act. | 77       | 1     |

### Máximos anotadores

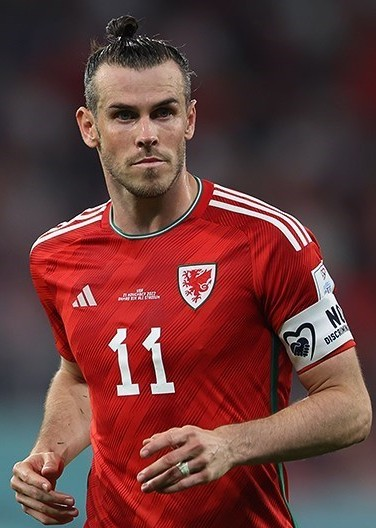
Gareth Bale es el máximo anotador histórico de la selección de Gales con 40 goles.

Actualizado al 30 de marzo de 2023.
| N.º | Nombre          | Período   | Goles | Partidos | Prom. |
| --- | --------------- | --------- | ----- | -------- | ----- |
| 1.º | Gareth Bale     | 2006-2022 | 40    | 111      | 0.36  |
| 2.º | Ian Rush        | 1980-1996 | 28    | 73       | 0.38  |
| 3.º | Dean Saunders   | 1986-2001 | 24    | 77       | 0.31  |
| 4.º | Trevor Ford     | 1947-1957 | 23    | 38       | 0.61  |
| 4.º | Ivor Allchurch  | 1951-1966 | 23    | 68       | 0.34  |
| 6.º | Aaron Ramsey    | 2008-act. | 20    | 80       | 0.25  |
| 7.º | Craig Bellamy   | 1998-2014 | 19    | 78       | 0.24  |
| 8.º | Cliff Jones     | 1954-1970 | 16    | 59       | 0.27  |
| 8.º | Robert Earnshaw | 2002-2012 | 16    | 59       | 0.27  |
| 8.º | Mark Hughes     | 1984-1999 | 16    | 72       | 0.22  |

## Entrenadores
| Nombre           | Periodo   |
| ---------------- | --------- |
| Walley Barnes    | 1954-1955 |
| Jimmy Murphy     | 1956-1964 |
| Dave Bowen       | 1964-1974 |
| Ronnie Burgess   | 1965      |
| Mike Smith       | 1974-1979 |
| Mike England     | 1979-1987 |
| David Williams   | 1988      |
| Terry Yorath     | 1988-1993 |
| John Toshack     | 1994      |
| Mike Smith       | 1994-1995 |
| Bobby Gould      | 1995-1999 |
| Neville Southall | 1999      |
| Mark Hughes      | 1999-2004 |
| John Toshack     | 2004-2010 |
| Brian Flynn      | 2010      |
| Gary Speed       | 2010-2011 |
| Chris Coleman    | 2012-2017 |
| Ryan Giggs       | 2018-2020 |
| Rob Page         | 2020-2024 |
| Craig Bellamy    | 2024-     |